# Московский проспект (Санкт-Петербург)
Моско́вский проспект — магистральная улица в Санкт-Петербурге, четвёртая по протяжённости магистраль города (после Софийской ул., пр. Обуховской Обороны и пр. Энгельса). Соединяет Сенную площадь в центре города с площадью Победы на его южной окраине. По расстоянию между центрами этих площадей длина проспекта составляет 9,3 километра. За площадью Победы продолжается Пулковским шоссе.

## Общие топографические сведения
Московский проспект и продолжающее его к югу Пулковское шоссе представляют собой практически прямую единую линию, которая визуально соединяет шпиль Петропавловской крепости и ротонду главного здания Пулковской обсерватории, где зафиксирована долгота Пулковского меридиана — точки отсчёта системы координат на русских картах с 1844 по начало 1920-х годов. Суммарная длина обоих отрезков составляет 16,5 км, однако и без Пулковского шоссе Московский проспект остаётся лидером среди абсолютно прямолинейных, без значительных изломов, магистралей города.
В своём начале проспект примыкает через Сенную площадь к Садовой улице, пересекающей его под углом; в конце, через площадь Победы на Средней Рогатке — к Краснопутиловской улице и продолжающему её Московскому шоссе, так же под углом около 45°. Среди крупнейших сквозных пересечений проспекта при движении на юг: Фонтанка, Загородный проспект и продолжающая его 1-я Красноармейская улица, Обводный канал, Лиговский проспект и Благодатная улица. На Московской площади к проспекту примыкают под прямым углом сегменты Центральной дуговой магистрали — Ленинский проспект, ведущий на запад (к заливу), и улица Типанова, ведущая на восток к Неве.
Считая станции, расположенные на Сенной площади, на Московский проспект выходят десять станций метро, относящихся к четырём линиям — рекорд для Петербурга.
В административном отношении 2 км чётной (до Обводного канала) и 2,8 км нечётной стороны проспекта относятся к Адмиралтейскому району, а остальная, бо́льшая часть к Московскому району, администрация которого расположена ровно посередине проспекта, в 4,6 км от его начала и конца.

## История
Нынешний Московский проспект зародился в конце XVIII века, как дорога, ведущая в Царское село. В 1770-е годы вдоль дороги были установлены верстовые столбы, часть которых сохранились до наших дней.
До Февральской революции административная граница Петербурга-Петрограда проходила вдоль Путиловской ветки, пересекая тогдашний Забалканский проспект у Рощинской улицы. Продолжение магистрали в направлении Пулковской обсерватории называлось Московским шоссе и административно относилось к Московской волости Петербургского уезда. На месте соединения городского и пригородного отрезков, не изменяя общего направления вдоль линии, проложенной вдоль Пулковского меридиана, находится один из нескольких изломов, смещающих ось проспекта к западу.
К моменту включения в городскую черту рабочих предместий Московско-Нарвского района в северной их части, помимо бараков, уже появились 5-6-этажные жилые доходные дома (кварталы около завода «Электросила»). В первые пятилетки Ленинград стал активно развиваться в южном направлении, и в планах городского строительства активно застраивалась чётная сторона, в 1925 году постоянная застройка простиралась до современной Авиационной улицы.
На Московском проспекте расположено некогда крупнейшее по площади и числу занятых промышленное предприятие города — завод «Электросила». Этот завод, ведущий свою историю от цехов акционерного общества электротехнических заводов «Сименс и Гальске», после революции выпускал энергоблоки для электростанций, строившихся в рамках плана ГОЭЛРО.
До Авиационной продлена трамвайная линия, а у завода устроено оборотное кольцо.
Это кольцо было демонтировано в 1940 году, на его месте сохранился «карман» на нечётной стороне проспекта от железнодорожного моста до станции метро «Электросила».
До 1926 года проспект пересекал Лиговский канал. Восточная сторона канала была засыпана в 1926 году, в 1965—1969 годах засыпана и западная сторона.
Тогда же при продлении трамвайной линии на юг от путепровода Путиловской ветви был заменён коллектором мост через безымянный приток реки Волковки, около нынешней улицы Решетникова. Небольшая речка вытекала из прудов бывших мыз князя Долгорукого и графа Воронцова, соседствовавших друг с другом на нечётной стороне, к юго-востоку от бывшей Александровской слободы.
Начавшаяся до войны в соответствии с Генеральным планом застройка южной части проспекта от путепровода Путиловской ветви до Средней Рогатки была в основном завершена вплоть до 1-й Южной (с 1955 года Алтайской улицы), формирующей южную границу Московской площади. Здания этого времени выполнены в стиле Сталинского неоклассицизма. Значительный вклад в оформление этой части магистрали внёс архитектор С. Б. Сперанский.

### Хронология названий
- Царскосельская дорога (от Фонтанки до Средней Рогатки) (до 1800-х);
- Обуховская улица; от Сенной площади до Фонтанки (1776—1800-е);
- Обуховский проспект; от Сенной площади до Фонтанки (1804—1878); далее — дорога в Москву (см. план 1832 года)[7];
- Царскосельский проспект; от Сенной площади до Московских ворот (см. план 1884 года)[8];
- Забалканский проспект; от Сенной площади до Московских ворот (1885—1900-е); далее — Московское шоссе (см. план 1885—1887 годов)[9];
- Забалканский проспект; от Сенной площади до Рощинской улицы (1888[10] — 1918); далее — Московское шоссе (см. план 1901 года)[11];
- Международный проспект; от Сенной площади до Рощинской улицы (1918—1950); далее — Московское шоссе;
- Проспект имени Сталина; от Сенной площади (с 1952 года — Площадь Мира) до Средней Рогатки (1950—1956), многолучевой перекрёсток, который потом получил название Площадь Победы;
- Московский проспект; от Площади Мира (с 1992 года — Сенная площадь) до площади Победы — с 23 июля 1956 года[12] по настоящее время.

«Московское шоссе» не может рассматриваться как одно из исторических названий Московского проспекта, так как оба топонима всегда существовали наряду друг с другом, причём определитель шоссе применялся к продолжению этого проспекта за городской чертой. Смена нумерации построек в южной части магистрали, идущей от Сенной площади, имевшая место несколько раз в её истории, была обусловлена не полным переименованием шоссе, а присоединением его отрезков к проспекту.

## Достопримечательности

### Архитектура
- Дом № 4, 6 — доходные дома М. В. Вяземской. 1910—1911 — архитектор Хренов А. С., 1914 расширение, архитектор Погонкин В. А.[13]

- Дом № 9 — институт инженеров путей сообщения. Во дворе этого дома в 1876 году Д. Д. Соколовым было построено здание химической лаборатории, относящееся к этому учебному заведению.
- Дом № 22 — дом надворного советника Фёдора Сиражина, построено в 1831 году по проекту архитектора В. А. Глинки. С 1948 года — поликлиника № 2, пациентами которой были партийные работники, пенсионеры союзного значения, дипломатическая элита и члены их семей. С 2011 года принадлежит ЗАО «Поликлинический комплекс».
- Дом № 25 — здание Новоафонского подворья, принадлежало Ново-Афонскому Симоно-Кананитскому монастырю. В этом здании до его перестройки находился храм в честь Иверской иконы Божией Матери вместимостью 2500 человек. Сейчас это бизнес-центр «Московский 25».
- Дом № 32 — доходный дом А. С. Дерюгина[14]. Двухэтажное здание в стиле эклектика построено в 1908 году, архитекторы: гражданские инженеры В. И. Радивановский, Л. В. Котов. В 1913 расширение, архитектор: техник Лупенко Н. С 1913 года — Здание кинематографа. В разное время в доме размещались: Книжный универмаг № 19, кинематограф «Идеал» (1924), кинотеатр «Селькор» (1940), Кинотеатр «Знамя» (выход из кинотеатра был организован во внутренний двор).
- Дом № 41 (6-я Красноармейская улица, 1) — доходный дом. Перестройка и расширение 1880 года — архитектор Ф. И. Винтергальтер.
- Дом № 42 — Клинский проспект, 27x. — доходный дом, построенный в 1898 году, архитектор В. Р. Курзанов.
- Дом № 54 — доходный дом. Построен в 1840 году по проекту В. Е. Моргана.
- Дом № 65 — комплекс зданий «Скотопригонного двора» (Петербургские бойни), памятник архитектуры классицизма, образец безордерного здания утилитарного назначения. Построен в 1823—1826 годах по проекту И. И. Шарлеманя 1-го. Памятник архитектуры Федерального значения.
- Дом № 74 — доходный дом, 1913—1914, архитектор Г. П. Хржонстовский.
- Дом № 79 — «Дом текстилей», жилой дом для рабочих текстильной фабрики имени Петра Анисимова. Архитекторы Лев Ильин и Анатолий Арнольд, 1937—1955[15][16]. Здание примечательно своим выразительным лепным декором[17].

- Дом № 80 по проекту архитектора А. Л. Лишневского было построено здание училища, 1936. Здание находится неподалёку от станции метро «Фрунзенская». Теперь в нём располагается Институт детства Российского государственного педагогического университета имени А. И. Герцена.
- Дома № 81 и 83 построены между 1913 и 1915 годами по проекту А. А. Ламагина.
- Дом № 98 — здание «Союзпушнины» 1937—1939 архитектор Д. Ф. Фридман. Стиль сталинский ампир. В 2024 году КГИОП был подготовлен проект реставрации здания. Часть помещений должна стать культурным центром, остальные сохранят офисную функцию.
- Дом № 99 — комплекс построек бывшей Бактериологической лаборатории Ветеринарного управления МВД (с оградой). Дата построек — 1905 год. Автор — гражд. инж. А. К. Монтаг. Стиль — модерн.

В комплекс входят: главное здание (угловой корпус), жилой дом (корпус по Ташкентской улице),
корпус для подопытных животных (дворовый корпус).
Приказом председателя КГИОП № 15 от 20.02.2001 дом включён в «Перечень вновь выявленных объектов, представляющих историческую, научную, художественную или иную культурную ценность».
Комплекс обязан своим появлением докладу министра Внутренних дел Российской Империи Горемыкина 21 января 1898 года:

«Нельзя не выразить желания, чтобы Министерство внутренних дел, ведающее ветеринарно-санитарной частью в Империи, получило возможность производить специальную разработку научно-практических вопросов, постоянно возникающих при выполнении всех вообще ветеринарно-санитарных мер и в особенности вакцинации, дабы тем содействовать скорейшей и наиболее правильной постановке этой последней меры.
В составе Министерства нет такого специального учреждения, которое могло бы выполнять означенную задачу, необходимость же подобного учреждения не только выяснилась, но и стала неотложной. С целью удовлетворения этой насущной потребности следовало бы открыть при Ветеринарном Управлении особую ветеринарную лабораторию, возложив на неё:
- разработку и рассылку по требованиям различных ветеринаров наилучших сибиреязвенных вакцин;
- ознакомление прикомандированных к Лаборатории ветеринаров ведомства Министерства внутренних дел с новейшими методами исследований и диагностики заразных болезней на домашних животных и новейшими способами борьбы с этими болезнями;
- прочие специальные обязанности по усмотрению Министра внутренних дел».— источник Санкт-Петербургский вестник высшей школы

В настоящее время в комплексе находятся учебные кафедры биологической химии и физиологии животных Санкт-Петербургской государственной академии ветеринарной медицины.
- Дом № 100 — Воскресенский Новодевичий монастырь, а при нём — Новодевичье кладбище, на котором похоронены многие деятели науки и культуры. Церковь-усыпальница в Воскресенском Новодевичьем монастыре была построена в 1908—1915 годах архитектором Василием Косяковым. Ранее в одном из корпусов располагался НИИ электромашиностроения.
- Дом № 104 — бывшее здание Свято-Владимирской женской церковно-учительской школы — педагогического учебного заведения для подготовки учительниц церковно-приходских школ. Инициатором его создания, а потом попечителем был К. П. Победоносцев. Открытие состоялось 31 октября 1889 года и было приурочено к 900-летию христианства на Руси[20]. Здание, первоначально двухэтажное, спроектировал в русском стиле архитектор В. Р. Курзанов. По декрету об отделении школы от церкви это учебное заведение было закрыто, а высвободившиеся помещения отдали для расширения госпиталя, который разместился в школе ещё в Первую мировую войну. С 1920 года госпиталь получил статус городской больницы, и ей было присвоено имя И. Г. Коняшина. В 1930-е годы вместо шатровой звонницы над центральной частью фасада были надстроены ещё 3 этажа[20]. В больнице им. Коняшина был организован городской центр по лечению желудочно-кишечных кровотечений[21]. В настоящее время три верхних этажа занимает частная стоматологическая клиника, а в нижних находится Православный центр Новодевичьего монастыря[22].

На площади, где у Московского проспекта оканчивается Лиговский проспект, находятся Московские Триумфальные ворота, сооружённые в честь победоносного окончания русско-турецкой войны 1828—1829 годов (Архитектор В. П. Стасов, скульптор Б. И. Орловский).
- Дом № 129 — Московский райсовет, образец конструктивизма с элементами ар-деко. Построен в 1930—1935 годах архитекторами И. И. Фоминым, В. Г. Даугулем, Б. М. Серебровским.  памятник архитектуры (вновь выявленный объект)[23]

- Дом № 152 — Дом культуры имени Ильича (ныне Культурно-досуговый центр «Московский»), 1929—1931, образец ленинградского авангарда, архитектор Н. Ф. Демков.  памятник архитектуры (вновь выявленный объект)[23]

Два данных объекта расположены в месте, где проспект пересекался с Корпусным шоссе, ныне называющимся Рощинской улицей. В этом же месте Московский проспект сужается и проходит под низким железнодорожным мостом грузовой Путиловской линии (современный мост построен в 1955 г., архитектор В. Д. Кирхоглани). С западной стороны проспекта линия переходит в территорию станции Корпусный Пост, с восточной — в станцию Цветочная, откуда 10 марта 1918 года в Москву тайно отправилась администрация Ленина, осуществляя перенос столицы России из Петрограда в Москву.
Напротив парка на площади Чернышевского расположена гостиница «Россия» (архитектор Б. Н. Журавлёв).
В 1998 году напротив станции метро «Парк Победы» были открыты студенческие залы Российской национальной библиотеки. Вход в здание украшен скульптурами «Правосудие», «Религия», «Театр», «Архитектура», «Механика», «Медицина», «Воздухоплавание», «Виноделие», «Философия», «Музыка», выполненными скульпторами Б. А. Свининым и А. Мурзиным (учеником Свинина). В 1970—80-е годы здесь располагался цирк-шапито, переехавший ныне в Автово.
- Дом № 190/Бассейная ул., 41 — «Генеральский дом» — башня со шпилем  памятник архитектуры (вновь выявленный объект)[23]. Здание планировали построить в 1940—1941 годах по проекту архитекторов Б. Р. Рубаненко, Г. А. Симонова, О. И. Гурьева, С. В. Васильковского и Л. М. Хидекеля и до войны был завершён основной корпус со стороны Московского проспекта. Башня на углу Бассейной была построена уже после войны. В этом доме проходило детство музыканта Виктора Цоя[24] и философа Михаила Попова.

Дом инвалидов Чесменской богадельни (204 к. 2) — двухэтажное кирпичное здание, построено в 1896-м по проекту архитектора Александра Павловского.
На перекрёстке Московского проспекта, улиц Победы и Фрунзе до войны была создана круглая безымянная площадь, оформленная «сталинками». В 2014 году ей присвоили название площадь Братьев Стругацких.
- Дом № 202 — один из первых высотных жилых домов в Петербурге. Он был построен по проекту М. Е. Русакова и В. М. Фромзеля в 1953 году. В 1956 году в доме открылся кинотеатр «Дружба», который работает по сей день.

Далее по проспекту расположен ансамбль Московской площади с Домом Советов (дом 212, архитектор Н. А. Троцкий).
- Дома № д. 206а, д. 208а — комплекс жилых домов Ленсовета, в 2020 году получил статус объекта культурного наследия[26].

Проспект заканчивается Площадью Победы (район Средней Рогатки). На этой площади расположен Монумент героическим защитникам Ленинграда.

### Монументы
- Памятник Г. В. Плеханову — перед зданием Технологического института (скульпторы И. Я. Гинцбург, М. Я. Харламов, архитектор Я. Г. Гевирц). Открыт 3 мая 1925 года.
- Памятник Д. И. Менделееву во дворе Технологического института. Скульптор М. Г. Манизер. Открыт 28 ноября 1928 года.
- Памятник Д. И. Менделееву. Скульптор И. Я. Гинцбург. Открыт 2 февраля 1932 года.
- Бюст Бетанкура. Скульптор В. Э. Горевой, архитекторы Никитин и Попов. Открыт 24 июня 2003 года в сквере перед главным фасадом Петербургского университета путей сообщения.
- Памятник Н. Г. Чернышевскому, Московский пр., 163. Скульптор В. В. Лишев Архитектор В. И. Яковлев. Открыт 2 февраля 1947 года.
- Памятник В. И. Ленину на Московской площади перед зданием Дома Советов. Скульптор М. К. Аникушин, 1970 год.
- Монумент героическим защитникам Ленинграда на площади Победы. Скульптор М. К. Аникушин, архитекторы С. Б. Сперанский, В. А. Каменский

### Зелёные насаждения
Хотя «уплотнительная застройка» и вырубка аллей вдоль трамвайных путей за последние годы нанесли заметный ущерб «зелёным лёгким» Московского проспекта, с высоты 22-этажных «небоскрёбов» на Площади Победы он по-прежнему радует глаз обилием деревьев вдоль проезжей части и во дворах. Практически нет зелени только в самой старой части проспекта: за Сенной, в которую он упирается, начинается «Петербург Достоевского» с его угрюмыми доходными домами, теснящимися на узких улочках.
Скверы, а потом и парки начинаются на Московском проспекте к югу от Фонтанки. Сам проспект при этом постепенно расширяется, и появляется новый, специфичный для Петербурга-Ленинграда элемент озеленения — аллеи вокруг трамвайных путей с трёхуровневым озеленением: газон, кусты, деревья. Ещё недавно такая аллея начиналась уже за Обводным каналом, но теперь в угоду частному транспорту под снос пошли не только трамвайные пути, но и обрамлявшие их насаждения. Сейчас этот элемент былой роскоши попадается в южной части проспекта лишь «пунктирно».
Третий элемент озеленения, аллеи деревьев вдоль тротуаров, появляется лишь за границей дореволюционного Петербурга — там, где на месте прежней грязной рабочей окраины в 1930—1950-е годы развернулось строительство нового комфортабельного жилья, которое сейчас называют «сталинками».
По ходу дальнейшего движения по проспекту на юг такого рода скверы попадаются всё чаще.

#### Парк Победы
Парк Победы — крупнейшая достопримечательность Московского проспекта из ряда объектов садово-парковой культуры. Его предыстория восходит к XIX веку, когда дореволюционные карты города начинают обозначать к югу от Кузнецовской улицы сад либо парк с прудами. Расширение этой зелёной зоны с превращением её в Московский парк культуры и отдыха по проекту архитектора Татьяны Дубяго начали ещё в 1939—1940 годах. Однако датой основания парка считается 7 октября 1945 года, когда он был официально перезаложен вновь в честь победы советского народа в Великой Отечественной войне. По сравнению со своими предшественниками парк был значительно расширен (вплоть до Бассейной улицы на юг, и проспекта Гагарина на восток), и сейчас его площадь составляет 68 гектаров. Со стороны проспекта «живую ограду» парка на протяжении около 750 метров формируют трёхъярусные посадки зелени. Их линию делят на две неравные части пропилеи, обозначающие центральный вход в парк. Уникальная литая чугунная ограда длиной около 850 метров, изначально установленная вдоль Кузнецовской улицы, в 1990-е годы утрачена и заменена невыразительной конструкцией.

#### Сад «Олимпия»
Сад «Олимпия» площадью 2,7 гектара()— второй по величине на проспекте. Расположен на чётной стороне проспекта между Клинским и Малодетскосельским проспектами; с востока его ограничивает Батайский переулок. Сад почти ровесник Парка Победы; заложили его в 1946 году.

#### Крупные скверы
- Сад Маршала Говорова
- Безымянный сквер с вазой — курдонёр дома № 79, построенного по проекту архитектора Фомина.
- Смоленский сквер
- Московский сад — имя, недавно присвоенное скверу в месте примыкания Лиговского проспекта и Черниговской улицы
- Площадь Братьев Стругацких — в сущности, четырёхсегментный сквер в месте пересечения с улицами Фрунзе и Победы
- Безымянный сквер, окружавший ныне уничтоженный кинотеатр «Зенит»
- Скверы «Северная роща» и «Южная роща» — названия, недавно присвоенные северной и южной части Московской площади.

#### Кладбища
Снос старых кладбищ, «врастающих» в город по мере расширения его границ, был обычной практикой в мегаполисах Европы и Америки в эпоху индустриального бума, сопровождающегося ростом дороговизны городских земель. Только в 1970-е годы, во многом благодаря движениям «зелёных», стали приходить к пониманию, что кладбища — часть «зелёных лёгких», естественный фильтр и регенератор воздуха, необходимый любому индустриальному городу.
Современный Московский проспект пересекает южный «кладбищенский пояс» Петербурга практически посередине. Этот пояс сформировался на протяжении XIX века с тех пор, как южная граница города переместилась с Загородного проспекта на Обводный канал. Не выходя непосредственно на красную линию проспекта, к его застройке примыкают:
- Новодевичье кладбище — за Новодевичьим монастырём (дом № 100), с восточной стороны проспекта
- Митрофаниевское кладбище — со стороны проспекта, противоположной Новодевичьему кладбищу со смещением на юг, к Московским воротам;
- Громовское кладбище — крупнейшее старообрядческое кладбище Петербурга (аналог Рогожского кладбища в Москве) — к югу от Митрофаньевского кладбища.

Здесь же можно упомянуть и Чесменское воинское кладбище в южной части проспекта, хотя оно расположено на большом отдалении (за бывшим Чесменским дворцом), а посадки деревьев на нём незначительны.

### Снесённые художественно значимые и исторические здания
- Дом № 97. Дом культуры имени Капранова — памятник конструктивизма, построенный архитектором М. С. Рейзманом в 1929—1931 годах. Снесён в 2006 году[30], воссоздан в 2008 году.
- Дом № 137. Пятиэтажный доходный дом 1900-х годов (модерн). Частично снесён, частично перестроен в 2007 году[30].
- Дом № 156. Двухэтажная контора с квартирой управляющего Котельного завода (с 1911 года — «Сименс—Гальске»). Конец XIX — начало XX века. Эклектика. Здание снесено в 2006 году[30].

## Учебные заведения
На Московском проспекте расположены главные здания трёх гражданских вузов:
- дом № 9 — Институт инженеров путей сообщения. Открыт в 1809 году; один из первых высших технических вузов страны. В советское время назывался ЛИИЖТ (Институт инженеров железнодорожного транспорта), ныне ПГУПС Университет путей сообщения
- дом № 26 — Технологический институт. Открыт в 1828 году.
- дом № 21-Д — альтернативная нумерация по Московскому проспекту, присвоенная зданию по 1-й Красноармейской улица, дом № 1 — юридическому адресу «Военмеха». Вуз открыт, как Военно-механический институт НКТП в 1932 году на базе ремесленного училища Цесаревича Николая[31].

Все перечисленные здания были возведены специально для размещения соответствующих учебных заведений.
Кроме того, в здании по 2-й Красноармейской улице, дом 4, непосредственно примыкающем к жилому дому по Московскому проспекту, дом № 25, расположен бывший Инженерно-строительный институт (ЛИСИ), ныне Архитектурно-строительный университет. Вуз является преемником Училища гражданских инженеров, открытого 27 апреля (9 мая) 1832 года и приравненного к вузам в 1877 году.
По нечётной стороне проспекта расположены два высших военных учебных заведения:
- дом № 17 у Обухова моста, принадлежавший графу Воронцову, в 1798 году был передан Императорскому военно-сиротскому дома[32], преобразованному в 1829 году в Павловский кадетский корпус. После его расформирования в 1863 году в здании разместилось Константиновское артиллерийское училище, образованное в 1855 году, как кадетский корпус.
- дом № 149 возведён в 1940 году для Пожарно-технического училища, открытого в 1918 году на базе курсов пожарных техников, действовавших с 1909 года. В 1986 году училище преобразовано в Ленинградскую высшую пожарно-техническую школу МВД СССР; современное название — Санкт-Петербургский университет ГПС МЧС России.

- Константиновское артиллерийское училище
- Университет МЧС

## Транспорт

### Первые автомобили и первая воздушная гавань
Накануне Первой мировой войны Забалканский проспект обретает новую роль — как трасса парадного въезда и торжественного выезда из столицы России для участников многочисленных автопробегов, мода на проведение которых появляется одновременно с началом развития автомобильной промышленности.
Прямой, как стрела, Московский проспект — первая магистраль города, которую с низкой высоты видят из иллюминаторов все, кто приземляется в аэропорту «Пулково». Все три комплекса зданий аэропорта под этим названием, последовательно возведённые в послевоенные годы, расположены в непосредственной близости от шоссе, продолжающего проспект. Благодаря этому Ленинград, а затем и Петербург — один из немногих крупнейших городов страны, где можно добраться до метро из аэропорта, в том числе международного, на рейсовом городском автобусе за 30 минут, и за минимальную цену.
Исторически первая воздушная гавань города для регулярных гражданских рейсов располагалась ещё ближе к городу и к проспекту — Корпусный аэродром. Его обустроили в 1910 году и использовали для демонстрационных полётов аэропланов и дирижаблей, а впоследствии и в военных целях. Отсюда, в том числе, отправлялись в первый полёт самолёты, собранные в эллингах Русско-Балтийского вагонного завода. Подъезды ко всем этим элементам «аэрокомплекса» выходили на Забалканский (с 1918 года Международный) проспект, трасса которого проходила параллельно ВПП Корпусного аэродрома.
С 1928 года отсюда начались рейсы советско-германской компании «Дерулюфт» на линии Ленинград — Рига — Кёнигсберг — Берлин. Пассажиров на аэродром доставляли автомобилями от гостиницы «Астория». Их путь был коротким (около 6 километров) и практически прямолинейным: свернув в Демидов переулок, выходящий на Сенную площадь, автомобили сразу же оказывались в створе Международного проспекта. После 1932 года их путь удлинился на 20 км: был построен аэропорт «Шоссейная» — нынешнее «Пулково».

### Трамвай
Регулярное трамвайное движение в Петербурге началось только 16 (29) сентября 1907 года — позже, чем во всех крупнейших городах России. Виной этому были монополисты — владельцы конки, упорно не желавшие свёртывать своё дело до окончания предоставленных им привилегий. Прошёл ещё год, прежде чем 10 (23) сентября 1908 года первая трамвайная линия подошла к тогдашнему Забалканскому проспекту. Собственно, по самому проспекту они шли не более 100 метров: завершая по 1-й Роте (нынешняя 1-я Красноармейская) маршрут, начинавшийся от Балтийского вокзала, они сворачивали на проспект только, чтобы развернуться на кольце перед входом в Технологический институт.
Вытеснить конку с проспекта на всём его протяжении в пределах городской черты удалось только в 1909 году. На первом этапе, 28 января (10 февраля) 1909 года вагоны пошли от Сенной площади до только что построенного Московского трамвайного парка (впоследствии трамвайный парк № 1 имени И. И. Коняшина). Парк этот и по сей день действует по адресу Московский проспект, дом № 83. Через 11 дней, 21 (8) февраля 1909 года трамваи смогли пойти дальше на юг. Миновав Московские ворота по мосту через ещё существовавший тогда Лиговский канал, трамваи доходили до самого края городской черты, оборачиваясь на Рощинской улице перед пересечением с Путиловской веткой железной дороги.
В разное время на всём протяжении проспекта ходили трамваи. В настоящее время, трамвайные пути существуют лишь на участках «Трампарк № 1 — Авиационная улица», линия проложена на выделенном полотне (обслуживает маршруты № 29, 29В, 43, 45).

### Метрополитен
Вдоль проспекта идёт 2-я (Московско-Петроградская) линия метрополитена с 7 станциями, из которых две являются пересадочными:
- «Сенная площадь» — на станции «Спасская» 4-й линии и «Садовая» 5-й линии.
- «Технологический институт» — на одноимённую станцию 1-й линии.

### Троллейбусы
Троллейбусы также ходили в своё время почти на всём протяжении проспекта — от Сенной площади до улицы Типанова. Однако на сегодняшний момент крупный отрезок линии между Кузнецовской улицей и улицей Типанова в регулярном движении не используется, а участок от Загородного проспекта до Сенной площади был демонтирован ещё в 1994 году.
В настоящее время троллейбусное сообщение действует лишь на участке от Загородного проспекта до Кузнецовской улицы, на разных частях которого проходят маршруты № 15, 17, 24, 26, 44, а также № 36, 39 — от Благодатной улицы до улицы Решетникова, в одностороннем порядке .

### Автобусы
Автобусное сообщение действует на всём протяжении проспекта. По нему проходят трассы маршрутов № 3, 26, 62, 64, 50, 225, 226, 263, 281. При этом ни один из них не проходит весь проспект, однако наиболее протяжённая трасса у маршрута № 50: она проходит на участке от Сенной площади до улицы Типанова; остальные маршруты — № 11, 13, 13А, К-18, К-18А, 39, 39Э, 59, 90, К-100, 141, 147, 150, 155, 187, 187А, 243, 252, 301, 431, на участке от Московской площади до площади Победы, а самый короткий участок, от Рощинской улицы до улицы Решетникова, проходят маршруты № 12, 95, 159.

### Современный автотранспорт
Проспект является нагруженной транспортной артерией города несмотря на то, что движение грузовых автомобилей по проспекту запрещено.
Для улучшения транспортной ситуации предпринимаются следующие меры:
- наличие улиц-дублёров:
  1. Восточнее от проспекта находится дублёр — Витебский проспект.
  2. Западнее проспекта находится другой дублёр — Митрофаньевское шоссе. Открыто после реконструкции для сквозного движения 10 октября 2007 года[35].